# Бор-Анпиловка
Бор-Анпиловка — упразднённая в 1968 году деревня в Старооскольском районе Белгородской области России.  

## География
Расположено на реке Оскол, выше по течению места впадения реки Убля, возле села Сорокино.

## История
В 1968 г. Указом президиума ВС РСФСР деревни Бор-Малявинка и Бор-Анпиловка, фактически слившиеся в единый населённый пункт, был назван Анпиловкой.

## Известные уроженцы
- Простакова, Нина Петровна — Герой Социалистического Труда (1958).

## Инфраструктура
Действовала СТФ .